# Anisophyllea
Genre
Anisophyllea R. Br. ex Sabine est un genre de plantes de la famille des Anisophylleaceae.

## Liste d'espèces
Selon Catalogue of Life (12 janvier 2018) :
- Anisophyllea apetala Scortech. ex King
- Anisophyllea bakoensis Li Bing Zhang, Xin Chen & H.He
- Anisophyllea beccariana Baill.
- Anisophyllea biokoensis Li Bing Zhang, Xin Chen & H.He
- Anisophyllea boehmii Engl.
- Anisophyllea borneensis Li Bing Zhang, Xin Chen & H.He
- Anisophyllea cabole Henriq.
- Anisophyllea chartacea L. Madani
- Anisophyllea cinnamomoides (Gardn. & Champ.) Alston
- Anisophyllea corneri Ding Hou
- Anisophyllea cuneata Li Bing Zhang, Xin Chen & H.He
- Anisophyllea curtisii King
- Anisophyllea dinghoui Li Bing Zhang, Xin Chen & H.He
- Anisophyllea disticha (Jack) Baill.
- Anisophyllea fallax S. Elliot
- Anisophyllea ferruginea Ding Hou
- Anisophyllea glandibeccariana Li Bing Zhang, Xin Chen & H.He
- Anisophyllea glandulifolia L. Madani
- Anisophyllea glandulipetiolata Li Bing Zhang, Xin Chen & H.He
- Anisophyllea globosa L. Madani
- Anisophyllea grandis Benth.
- Anisophyllea griffithii Oliver
- Anisophyllea guianensis Sandw.
- Anisophyllea impressinervia L. Madani
- Anisophyllea insularis Li Bing Zhang, Xin Chen & H.He
- Anisophyllea ismailii J.A. McDonald
- Anisophyllea laurina R. Br. ex Sabine
- Anisophyllea madagascarensis Li Bing Zhang, Xin Chen & H.He
- Anisophyllea malayensis Li Bing Zhang, Xin Chen & H.He
- Anisophyllea manausensis Pires & W.A. Rodrigues
- Anisophyllea masoalensis Li Bing Zhang, Xin Chen & H.He
- Anisophyllea mayumbensis Exell
- Anisophyllea meniaudii Aubrev. & Pellegr.
- Anisophyllea myriosticta Floret
- Anisophyllea myriostictoides Li Bing Zhang, Xin Chen & H.He
- Anisophyllea neopurpurascens Li Bing Zhang, Xin Chen & H.He
- Anisophyllea nitida L. Madani
- Anisophyllea obanica Li Bing Zhang, Xin Chen & H.He
- Anisophyllea obtusifolia Engl. & Brehmer
- Anisophyllea parafallax Li Bing Zhang, Xin Chen & H.He
- Anisophyllea penninervata J. E. Vidal
- Anisophyllea polyneura Floret
- Anisophyllea purpurascens Hutch. & Dalz.
- Anisophyllea quangensis Engl. ex Henriq.
- Anisophyllea rengamensis Li Bing Zhang, Xin Chen & H.He
- Anisophyllea reticulata Kochummen
- Anisophyllea rubroglandula Li Bing Zhang, Xin Chen & H.He
- Anisophyllea sabahensis Li Bing Zhang, Xin Chen & H.He
- Anisophyllea sarawakensis Li Bing Zhang, Xin Chen & H.He
- Anisophyllea schatzii Li Bing Zhang, Xin Chen & H.He
- Anisophyllea scortechinii King
- Anisophyllea sessiliflora Li Bing Zhang, Xin Chen & H.He
- Anisophyllea setosa Mildbr.
- Anisophyllea sororia Pierre
- Anisophyllea sumatrana Li Bing Zhang, Xin Chen & H.He

Selon NCBI (12 janvier 2018) :
- Anisophyllea boehmii
- Anisophyllea cinnamomoides
- Anisophyllea corneri
- Anisophyllea disticha
- Anisophyllea fallax
- Anisophyllea manausensis
- Anisophyllea meniaudi
- Anisophyllea myriosticta
- Anisophyllea obtusifolia
- Anisophyllea polyneura
- Anisophyllea pomifera
- Anisophyllea purpurascens
- Anisophyllea sororia

Selon The Plant List (12 janvier 2018) :
- Anisophyllea apetala Scort. ex King
- Anisophyllea beccariana Baill.
- Anisophyllea boehmii Engl.
- Anisophyllea buchneri Engl. & Brehmer
- Anisophyllea buettneri Engl.
- Anisophyllea cabole Henriq.
- Anisophyllea chartacea Madani
- Anisophyllea cinnamomoides (Gardner & Champ.) Alston
- Anisophyllea corneri Ding Hou
- Anisophyllea curtisii King
- Anisophyllea dichostila Engl. & Brehmer
- Anisophyllea disticha (Jack) Baill.
- Anisophyllea fallax Scott-Elliot
- Anisophyllea ferruginea Ding Hou
- Anisophyllea glandulifolia Madani
- Anisophyllea globosa Madani
- Anisophyllea grandis (Benth.) Burkill
- Anisophyllea griffithii Oliv.
- Anisophyllea guianensis Sandwith
- Anisophyllea impressinervia Madani
- Anisophyllea ismailii J.A.McDonald
- Anisophyllea laurina R.Br. ex Sabine
- Anisophyllea manausensis Pires & W.A.Rodrigues
- Anisophyllea meniaudii Aubrév. & Pellegr.
- Anisophyllea myriosticta Floret
- Anisophyllea nitida Madani
- Anisophyllea obtusifolia Engl. & Brehmer
- Anisophyllea penninervata J.E.Vidal
- Anisophyllea polyneura Floret
- Anisophyllea pomifera Engl. & Brehmer
- Anisophyllea purpurascens Hutch. & Dalziel
- Anisophyllea quangensis Engl. ex Henriq.
- Anisophyllea reticulata Kochummen
- Anisophyllea scortechinii King
- Anisophyllea sororia Pierre
- Anisophyllea thouarsiana Baill.

Selon Tropicos (12 janvier 2018) (Attention liste brute contenant possiblement des synonymes) :
- Anisophyllea apetala Scort. ex King
- Anisophyllea bakoensis Li Bing Zhang, X. Chen & H. He
- Anisophyllea beccariana Baill.
- Anisophyllea biokoensis Li Bing Zhang, X. Chen & H. He
- Anisophyllea boehmii Engl.
- Anisophyllea borneensis Li Bing Zhang, X. Chen & H. He
- Anisophyllea brachystila Engl. & Brehmer
- Anisophyllea buchneri Engl. & Brehmer
- Anisophyllea buettneri Engl.
- Anisophyllea cabole Henriq.
- Anisophyllea cavaleriei H. Lév.
- Anisophyllea chartacea Madani
- Anisophyllea cinnamomoides Alston
- Anisophyllea cordata Engl. & Brehmer
- Anisophyllea corneri Ding Hou
- Anisophyllea cuneata Li Bing Zhang, X. Chen & H. He
- Anisophyllea curtisii King
- Anisophyllea dichostila Engl. & Brehmer
- Anisophyllea dinghoui Li Bing Zhang, X. Chen & H. He
- Anisophyllea disticha Baill.
- Anisophyllea exellii P.A. Duvign. & Dewit
- Anisophyllea fallax Scott-Elliot
- Anisophyllea ferruginea Ding Hou
- Anisophyllea fissipetala Engl. & Brehmer
- Anisophyllea fruticulosa Engl. & Diels
- Anisophyllea gaudichaudiana Baill.
- Anisophyllea glandibeccariana Li Bing Zhang, X. Chen & H. He
- Anisophyllea glandulifolia Madani
- Anisophyllea glandulipetiolata Li Bing Zhang, X. Chen & H. He
- Anisophyllea globosa Madani
- Anisophyllea gossweileri Engl. & Brehmer
- Anisophyllea grandifolia G. Hensl.
- Anisophyllea grandis Burkill
- Anisophyllea griffithii Oliv.
- Anisophyllea guianensis Sandwith
- Anisophyllea impressinervia Madani
- Anisophyllea insularis Li Bing Zhang, X. Chen & H. He
- Anisophyllea ismailii J.A. McDonald
- Anisophyllea laurina R. Br. ex Sabine
- Anisophyllea madagascariensis Li Bing Zhang, X. Chen & H. He
- Anisophyllea malayensis Li Bing Zhang, X. Chen & H. He
- Anisophyllea manausensis Pires & W.A. Rodrigues
- Anisophyllea masoalensis Li Bing Zhang, X. Chen & H. He
- Anisophyllea mayumbensis Exell
- Anisophyllea meniaudi Aubrév. & Pellegr.
- Anisophyllea myriosticta Floret
- Anisophyllea myriostictoides Li Bing Zhang, X. Chen & H. He
- Anisophyllea neopurpurascens Li Bing Zhang, X. Chen & H. He
- Anisophyllea nitida Madani
- Anisophyllea obanica Li Bing Zhang, X. Chen & H. He
- Anisophyllea obtusifolia Engl. & Brehmer
- Anisophyllea parafallax Li Bing Zhang, X. Chen & H. He
- Anisophyllea penninervata J.E. Vidal
- Anisophyllea pochetii P.A. Duvign. & Dewit
- Anisophyllea poggei Engl. ex De Wild. & T. Durand
- Anisophyllea polyneura Floret
- Anisophyllea pomifera Engl. & Brehmer
- Anisophyllea purpurascens Hutch. & Dalziel
- Anisophyllea quangensis Engl. ex Henriq.
- Anisophyllea rengamensis Li Bing Zhang, X. Chen & H. He
- Anisophyllea reticulata Kochummen
- Anisophyllea rhomboidea Baill.
- Anisophyllea rogersii S. Moore
- Anisophyllea rubroglandula Li Bing Zhang, X. Chen & H. He
- Anisophyllea sabahensis Li Bing Zhang, X. Chen & H. He
- Anisophyllea sarawakensis Li Bing Zhang, X. Chen & H. He
- Anisophyllea schatzii Li Bing Zhang, X. Chen & H. He
- Anisophyllea scortechinii King
- Anisophyllea sessiliflora Li Bing Zhang, X. Chen & H. He
- Anisophyllea setosa Mildbr.
- Anisophyllea sororia Pierre
- Anisophyllea strychnoides Engl. & Brehmer
- Anisophyllea sumatrana Li Bing Zhang, X. Chen & H. He
- Anisophyllea thouarsiana Baill.
- Anisophyllea trapezoidalis Baill.
- Anisophyllea zeylanica Benth.